# 카운터-스트라이크 (비디오 게임)
《카운터-스트라이크》(영어: Counter-Strike)는 밸브 코퍼레이션에서 개발한 1인칭 슈팅 게임이다.

## 개요
대테러리즘을 주제로 하고 있으며, 이후의 많은 게임에 영향을 끼쳤다. 카운터-스트라이크의 시초는 하프라이프의 모드로 시작하게 되는데 1999년 처음 나온 이후 엄청난 인기를 끌어 하프 라이프를 제작한 밸브 코퍼레이션에서 개발팀을 스카웃하여 공식적인 상용화 모드가 된다. 이 게임은 사실상 FPS 장르의 대중화를 가져온 작품으로 인식되는데 이전의 퀘이크 시리즈를 비롯한 Competitive FPS는 엄청난 속도감과 매니악한 유저들때문에 접근하기 힘들단 인식이 있었고 레인보우 식스 시리즈는 지나치게 리얼 지향으로 다소 대중성이 떨어진데 반해 적당한 게임 속도와 긴장감 있는 진행 등 좀 더 쉽게 접근할 수 있도록 하여 FPS 시장을 키웠기 때문이다.

## 공식 모드 및 비공식 모드 목록
- 폭파임무: 카스의 대표적인 미션 TR팀이 폭파구역에 C4를 설치하고, CT팀은 C4의 폭파구역 방어 또는 C4설치 되었을시 해제하는 것이 임무, 폭발물을 설치하지 않고 한쪽 편이 전멸하면 승리로 간주하기도 하는 방식이다. 자금($)을 관리하여 자신의 팀을 승리로 이끌어야 하는 전략적인 플레이가 가능하다.
- 인질 구출임무: 폭파미션 다음으로 카스에서 즐기는 모드. 자금($)을 관리하는 것은 폭파미션과 동일하나 TR은 인질을 CT로부터 구출하지 못하게 제한 시간동안 경계하거나 CT를 사살하면 승리, CT는 TR에게 붙잡혀 있는 인질을 구출장소까지 인질이 피해를 입지 않도록 안전하게 도착하거나 TR팀을 모두 사살하면 승리하게 된다.
- 팀 데스매치, 데스매치: FPS게임에서의 가장 단순하고 원시적인 요소로 한정된 제한 시간 동안 정해진 점수에 도달하거나 제한 시간이 다 되었을 때, 점수(킬수)의 높낮이로 승패를 가르는 방식이다. 자신의 에이밍을 본 게임전 손풀기 용으로도 적합하다. -여기까지가 공식 모드이다.
- 점령전: 맵에 있는 특정 장소를 일정시간동안 점거하면 승리하는 방식이다. 점령하는 동안의 줄어든 시간은 공유되지 않으므로, 긴장을 늦출 수 없다.
- 1라운드 1라이프 방식: 양팀이 서로 다른 목표를 가지고 모드로 폭파미션, 탈취 미션 등의 세부 모드가 있다.-이곳에서도 일부 공식 모드가 있다. 하지만, 일부는 유저가 만든 모드이다.
- 스나이퍼전: 맵의 반대쪽 위치에 놓인 진영을 시작으로, 제한된 총기(스나이퍼 무기,

, 칼)만으로 정해진 시간 이내에 목표 킬수를 먼저 채우는 팀이 승리한다.-이것은 게임, 맵마다 다르다.
- 좀비모드: 좀비(TR)와 인간(CT)으로 나뉘어 서로 대항하여 싸우는 미션. 좀비는 제한시간동안 모든 인간을 감염시켜 좀비로 만들면 승리하고, 인간은 제한시간 동안 좀비의 눈을 피해 도망을 다니거나 모든 좀비를 사살하면 승리-온라인은 공식모드, 그외에는 유저가 만든 모드이다
- 봇 모드: 다수의 봇을 학살하여 카스 초보분들에게 기본적인 에이밍이나 게임의 룰을 터득할 수 있는 모드-모든 게임에서의 공식모드이다.
- 축구 모드: 공을 이용 하여 축구 게임을 하는 방식의 모드-온라인은 공식모드. 하지만 어딜가나 희귀하게 볼 수 있다
- 서프 모드: 주로 맵은 삼각형의 서프(surf)를 타며 이동한다. 크게 섬멸과 타이머등이 있는데 섬멸은 각 구간에 무기가 있는 곳이 있어서 거기에 먼저 토착해 무기를 집어들고 상대방 플레이어를 죽이고 타이머는 처음 구간에서 마지막 구간까지 도착해 도착한 시간으로 순위를 나누는 방식이다.-온라인에는 이런게 없지만, 그 외에는 유저가 직접 만든 모드이다
- 점프 모드: 여러 모양의 블록을 밟고 올라가 최종 목적지에 얼마나 빠른 시간안에 오르냐에 따라 순위가 갈리는 모드이다.-이것도 위와(서프모드와)같다.
- 버니합 모드: 여러 크기의 발판을 연달아 밟으며 전진하는데 이 블록을 밟으며 전진할 때 필요한 기술이 바로 버니합이다. 버니합 맵의 경우 발판을 밟고 바로 발을 때지 못하면 다시 처음 발판을 밟기 전 구간으로 되돌아 가버린다. 이 역시 얼마나 빠른 시간안에 도착하느냐에 따라 순위가 결정된다.-이것은 글로벌 오펜시프를 제외한 모든 곳에 있는 기술이지만, 글로벌 오펜시프에서는 제작사가 아예 막아서 일부서버에서만 구현해놓았다. 하지만 모드는 어딜가나 공식은 아니다.
- 탈출좀비 모드: 처음 몇초에서 몇분후 생존자중 랜덤으로 한명이 좀비가 되어 탈출하려는 생존자들을 모두 감염시키거나 좀비가 생존자보다 먼저 탈출하면 승리한다. 탈출 후 핵이라고 흰색 섬광이 터지며 탈출하지 못한 모든 생존자나 좀비를 섬멸시킨다.-온라인에서는 공식이지만, 그외에는 유저가 만든 모드
- 숨바꼭질: 테러가 술래가 되어서 대테러로부터 들키지 않게 맵 구석구석 숨어야 한다. 테러의 경우 맵에 있는 여러 잡다한 프롭(prop)으로 변신하여 숨거나 도망갈 수 있고, 대테러의 경우 초반에 몇초동안 테러가 숨을 수 있게 아무것도 못보고 검은색 화면으로 시작한다. 대테러의 경우 총이나 칼등으로 공격할 수 있지만 공격을 할시 일정량 동안 체력이 깎인다. 테러를 잡을 경우 체력이 늘어난다. 마지막 테러가 혼자 남을 경우 칼이 쥐어져 대테러를 공격할 수 있다.-이것은 어디에도 존재하지 않는 유저가 만든 모드이다.
- 레이싱 모드 : 테러와 대테러가 동일한 구간에서 출발하며, 출발할 경우 자동으로 이동되며 다가오는 방해물들을 피해 도착점에 다다라야 한다. 언제 출발할지는 자유지만, 출발하지 않은 사람이 있으면 승패가 결정나지 않기 때문에 일부 맵들은 일정 시간이 지난 후 강제적으로 플레이어들을 출발시키는 장치를 만들기도 한다. 방해물들은 닿자마자 사망하나, 대부분의 맵에서 이는 물리적 충격에 의한 데미지로 계산되기 때문에 가끔 아주 적은 피를 남기고 살아남는 맵도 존재한다. 도착점에 다다를 때까지 총으로 서로를 공격할 수 없다. 칼로는 공격할 수 있다.[1] 레이싱이라는 이름과는 다르게 방해물들의 난이도가 매우 높아 방해물을 피하는 것이 가장 주요한 목표이고, 도착점에 도착해도 무조건 적과 싸워야 되는 것이 아니고 처음으로 돌아가 다시 시작할 수 있다.
- 트릭즈 모드: 상기에 나온 서프,점프,버니합 모드를 합쳐놓은 모드 추가적으로 섬광탄을 이용해 장애물을 넘어간다.

## e-Sports
- WCG: 2001년에 WCG가 처음 개최될 때부터 2011년까지 정식 종목으로 채택되었고, 2012년에는 카운터-스트라이크 대신에 카운터-스트라이크 : 온라인이 프로모션 종목이 되었다. WCG2009의 금메달리스트는 폴란드의 Again이다.
- ESL S4 Asia Championship: 한국의 WemadeFOX가 2010.02.09일 대만에서 개최된 ESL Season4 Asia Championship Finals에서 2대0 완승 거두며 창단 첫 우승하여 상금 $11,000(USD)를 획득했다. 아시아 대표로 2010.03월 독일 CeBIT에서 세계 최대의 e스포츠 대회 중 하나이며 총 상금 $100,000(USD) 규모로 알려진 ESL World Championship 에 아시아 지역을 대표해 전 세계 최고의 카운터스트라이크 팀을 가리는 ‘꿈의 무대’에 출전하게 된다.

## 평가
| 평가 |        |
| --- | ------ |
| 통합 점수 통합사 점수 게임랭킹스 89.20% [ 2 ] 메타크리틱 88/100 [ 3 ] 평론 점수 평론사 점수 게임 레볼루션 A [ 4 ] 게임스팟 8.4/10 [ 5 ] IGN 8.9/10 [ 6 ] |        |
| 통합 점수 |        |
| 통합사 | 점수   |
| 게임랭킹스 | 89.20% |
| 메타크리틱 | 88/100 |
| 평론 점수 |        |
| 평론사 | 점수   |
| 게임 레볼루션 | A      |
| 게임스팟 | 8.4/10 |
| IGN | 8.9/10 |

## 같이 보기
- 카운터-스트라이크: 온라인
- 카운터-스트라이크: 온라인 2
- 카운터-스트라이크: 소스
- 카운터-스트라이크: 글로벌 오펜시브